# 東部棉尾兔
東部棉尾兔，又稱美東棉尾兔、佛羅里達棉尾兔、東林兔（學名：Sylvilagus floridanus），是一種生活在美洲的棉尾兔，屬兔科林兔屬。是北美洲最常見的兔。

## 形態
東部棉尾兔體型粗壯，後腿強壯，耳長，眼大棕色（以偵察外界的危險），背色呈紅棕或灰褐色，腹毛白色。尾短，下方白色，蓬鬆，上有一鐵鏽色斑點。
它與歐洲野兔的分別為其頭頸為灰褐色。軀幹顏色較淺。冬季的毛皮偏灰色。幼崽出生數星期也會長出相同顏色的皮毛，而其額頭下的白斑會慢慢消失。成兔平均重二至四磅；雌性通常較重。體長33.5-48.5公分。

## 分佈
本種分佈於的美國東部和西南部、加拿大南部、墨西哥東部、中美洲和南美洲最北部的草原和灌木林中。在北美洲的中西部數量眾多，也曾在新墨西哥州和亞利桑那州出現。其標準標本採自佛羅里達州布勞沃德縣的塞巴斯蒂昂河。在歐洲殖民者開墾森林的時候，它們也隨之北上。它們原本不生活於新英格蘭地區，但引入後就與當地的原生種新英格蘭棉尾兔爭奪棲地。

## 食性
東部棉尾兔春夏天吃草、苜蓿、蔬菜和水果，冬天以樹皮、樹芽、嫩枝、楓樹和山茱萸為食。

## 繁殖
交配期為每年二月至九月。雄兔會與多於一隻雌兔交配。雌兔每年可生產二至四次，每次最多可產下九隻兔崽。雌兔在地面以草與皮毛築巢，並能於生效隨即再次交配。兔崽長到三星期大就戒奶，七周後使可離巢，並於三月個月後再繁殖下一代。

## 行為
東 部棉尾兔具有很高的地域性。它在夜間出沒，在黎明和入夜時也很活躍，沒有冬眠的習性。跑步時可跳躍至15英呎高，以助其躲避獵食 者。被追逐時，以「之」字路線奔跑，獵食者無法追蹤其氣味，也就較難跟上。其時速可達每小時18英里。它偏好容易躲藏的地方，但也適應曠野的環境。森林、 沼澤、雜木林、灌木叢或空地，總之能夠讓其挖洞的地方，都是理想的棲地。

## 天敵
捕獵和掠食是防止種群過剩的因素。大約20至25%的兔崽可以活到1歲，而每年都有85%的成兔和幼兔被包括人類在內獵食者的殺死。其他捕食者包括鷹、貓頭鷹、郊狼、狼、鼬和猞猁。人類也以其為食物；皮毛也可作衣料。在農場和花園，本被視為害獸而被射殺或用陷阱捕捉，以保護植物。

## 分類
下為本種被承認的亞種列表：
- 墨西哥以北
  - Sylvilagus floridanus alacer
  - Sylvilagus floridanus holzneri
  - Sylvilagus floridanus chapmani
  - Sylvilagus floridanus floridanus —— 指名亞種
  - Sylvilagus floridanus mallurus
- 墨西哥和中美洲
  - Sylvilagus floridanus aztecus
  - Sylvilagus floridanus connectens
  - Sylvilagus floridanus hondurensis
  - Sylvilagus floridanus macrocorpus
  - Sylvilagus floridanus orizabae
  - Sylvilagus floridanus yucatanicus
- 巴拿馬地峽以南
  - Sylvilagus floridanus avius
  - Sylvilagus floridanus cumanicus
  - Sylvilagus floridanus margaritae
  - Sylvilagus floridanus nigronuchalis
  - Sylvilagus floridanus orinoci
  - Sylvilagus floridanus purgatus
  - Sylvilagus floridanus superciliaris